# Дезоксихолевая кислота
Дезоксихолевая кислота, так же известная как Kybella, Celluform Plus, Belkyra, и 3α,12α-dihydroxy-5β-cholan-24-oic acid, является желчной кислотой. Дезоксихолевая кислота — одна из вторичных желчных кислот, которые являются побочным продуктом метаболизма кишечных бактерий. Две первичные желчные кислоты выделяемые печенью, холевая кислота и хенодезоксихолевая. Бактерии метаболизируют хенодезоксихолевую кислоту во вторичную желчную кислоту литохолевую и холевую кислоту в дезоксихолевую кислоту. Дезоксихолевая кислота растворима в этаноле. В чистом виде представлена в кристаллической форме порошка белого или около-белого цвета.